# Agnes Baden-Powell
Agnes Baden-Powell, född 16 december 1858 i Paddington, London, död 2 juni 1945, var en brittisk scoutpionjär.
Agnes Baden-Powell var syster till Robert Baden-Powell som grundade världsscoutrörelsen. Hon grundade år 1910 en scoutrörelse för flickor efter sin brors modell. Även flickornas scoutrörelse blev snabbt en världsomspännande organisation och har idag ungefär tio miljoner medlemmar i cirka 144 länder. 1928 bildades World Association of Girl Guides and Girl Scouts (WAGGGS), den världsorganisation där alla kvinnliga scouter i världen är anknutna.